# Fifteen (Lied)
Fifteen ist ein Lied der US-amerikanischen Sängerin Taylor Swift, das am 30. August 2009 als vierte Single aus ihrem neuneinhalb Monate zuvor erscheinenden zweiten Album Fearless veröffentlicht wurde.

## Text
Dieses Lied handelt von Taylors bester Freundin Abigail.

## Kommerzieller Erfolg

### Chartplatzierungen
Das Lied erreichte Platz 23 der Billboard-Pop- (Hot 100), Platz 7 der Billboard-Country- und Platz 12 der Billboard-Adult-Contemporary-Charts.
| ChartsChartplatzierungen       | Höchstplatzierung | Wochen |
| ------------------------------ | ----------------- | ------ |
| Vereinigte Staaten (Billboard) | 23 (21 Wo.)       | 21     |

### Auszeichnungen für Musikverkäufe
| Land/Region               | Auszeichnungen für Musikverkäufe (Land/Region, Auszeichnung, Verkäufe) | Verkäufe  |
| ------------------------- | ---------------------------------------------------------------------- | --------- |
| Australien (ARIA)         | Platin                                                                 | 70.000    |
| Kanada (MC)               | Gold                                                                   | 40.000    |
| Neuseeland (RMNZ)         | Gold                                                                   | 15.000    |
| Vereinigte Staaten (RIAA) | 2× Platin                                                              | 2.000.000 |
| Insgesamt                 | 2× Gold · 3× Platin ·                                                  | 2.125.000 |

Hauptartikel: Taylor Swift/Auszeichnungen für Musikverkäufe/Lieder